# چارلی هیوت
چارلی هیوت (انگلیسی: Charlie Hewitt; ۱۰ آوریل ۱۸۸۴ – ۳۱ دسامبر ۱۹۶۶) بازیکن فوتبال اهل بریتانیا بود.
از باشگاه‌هایی که در آن بازی کرده‌است می‌توان به باشگاه فوتبال میدلزبرو، باشگاه فوتبال لیورپول، باشگاه فوتبال تاتنهام هاتسپر، باشگاه فوتبال هارتل پول یونایتد، باشگاه فوتبال وست برومویچ آلبیون، و باشگاه فوتبال کریستال پالاس اشاره کرد.